# Hylomyscus parvus
Hylomyscus parvus is een knaagdier uit het geslacht Hylomyscus dat voorkomt in Zuid-Kameroen, Noord-Gabon, het zuiden van de Centraal-Afrikaanse Republiek en het noorden en oosten van de Democratische Republiek Congo. Deze soort wordt regelmatig gevonden, maar niet in grote aantallen. De soort verschilt sterk van andere Hylomyscus-soorten en wordt daarom als de enige soort van de H. parvus-groep beschouwd.